# Larry Lloyd
Pour les articles homonymes, voir Lloyd.
Larry Lloyd, né le 6 octobre 1948 à Bristol (Angleterre) et mort le 28 mars 2024, est un footballeur anglais, qui occupe le poste de défenseur à Nottingham Forest et en équipe d'Angleterre.
Lloyd ne marque aucun but (défenseur) lors de ses quatre sélections avec l'équipe d'Angleterre entre 1971 et 1980.

## Palmarès

### En équipe nationale
- 4 sélections et 0 but avec l'équipe d'Angleterre entre 1971 et 1980.

### Avec Liverpool
- Vainqueur de la Coupe UEFA en 1973.
- Vainqueur du Championnat d'Angleterre de football en 1973.

### Avec Nottingham Forest
- Vainqueur de la Ligue des champions de l'UEFA en 1979 et 1980.
- Vainqueur de la Supercoupe de l'UEFA en 1979.
- Vainqueur du Championnat d'Angleterre de football en 1978.
- Vainqueur de la Ligue anglaise en 1978 et 1979.
- Vainqueur du Charity Shield en 1978.